# ستيفانو دي لويغي
ستيفانو دي لويغي (بالإنجليزية: Stefano de Luigi)‏ هو مصور أمريكي، ولد في 1964 في كولونيا في ألمانيا.